# 셀러리악

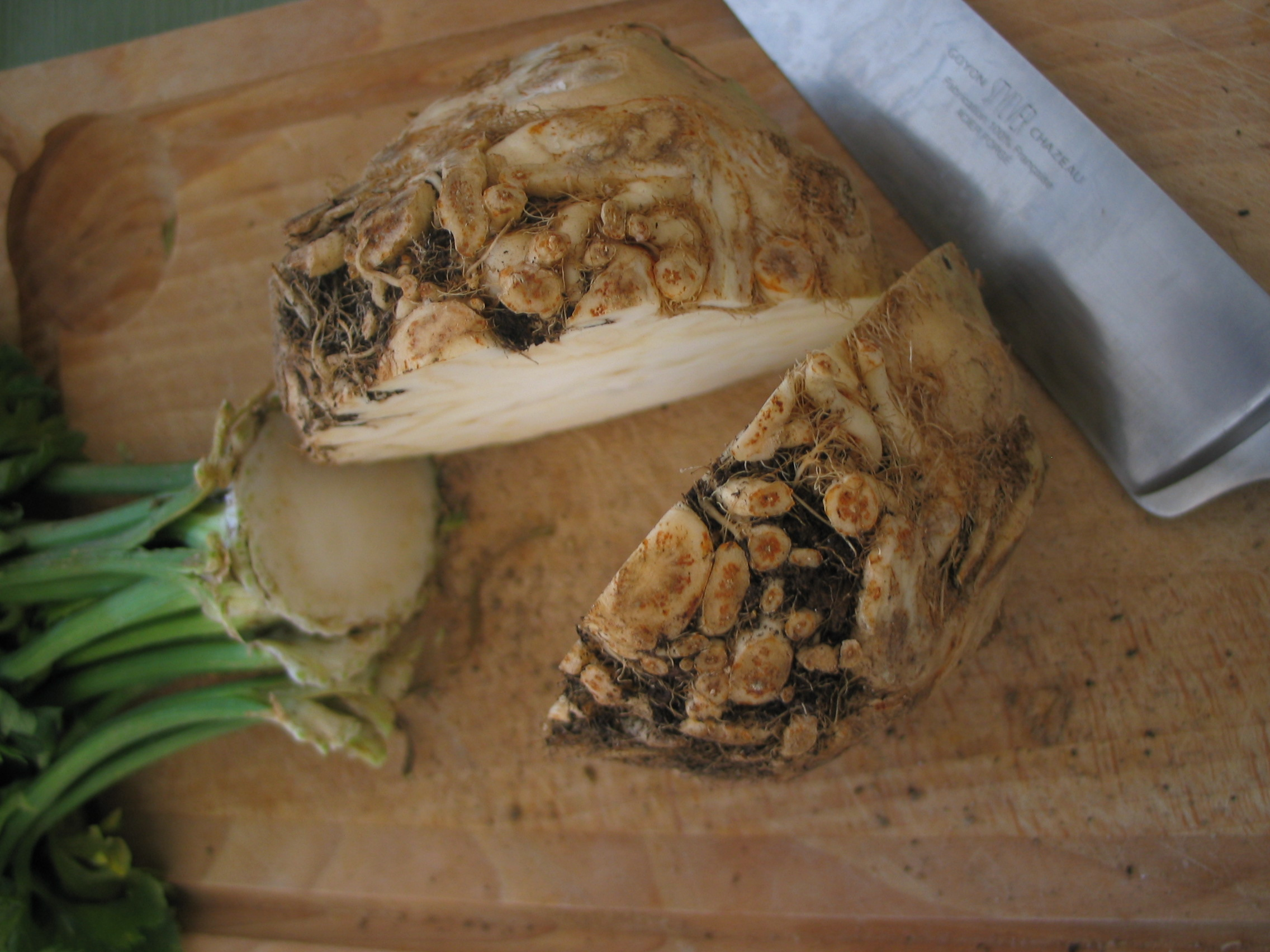

셀러리악(Celeriac, Apium graveolens var. rapaceum, celery root, knob celery, turnip-rooted celery)은 셀러리의 일종이다. 셀러리악은 수많은 작은 뿌리가 있는 둥글납작한 배축(胚軸)이 있는 것을 제외하면 뿌리채소와 비슷하다.
지중해 분지와 북유럽에서 셀리리악이 널리 경작된다. 북아프리카, 시베리아, 동남아시아, 북아메리카에서도 경작된다. 북아메리카에서 Diamant 품종이 지배적이다. 뿌리는 푸에르토리코에서 경작되며 농장시장과 슈퍼마켓에서 지역적으로 판매된다.

## 같이 보기
- 채소 목록